# Thomas Lilbourne Anderson

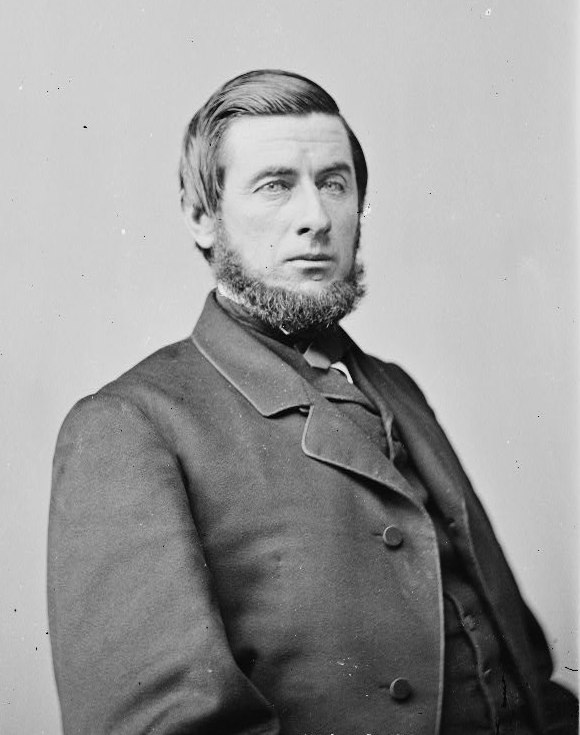
Thomas Lilbourne Anderson

Thomas Lilbourne Anderson (* 8. Dezember 1808 bei Bowling Green, Kentucky; † 6. März 1885 in Palmyra, Missouri) war ein US-amerikanischer Politiker. Zwischen 1857 und 1861 vertrat er den Bundesstaat Missouri im US-Repräsentantenhaus.

## Werdegang
Thomas Anderson besuchte die öffentlichen Schulen seiner Heimat. Nach einem anschließenden Jurastudium und seiner 1828 erfolgten Zulassung als Rechtsanwalt begann er in Franklin in diesem Beruf zu arbeiten. Im Jahr 1830 verlegte er seine Kanzlei und seinen Wohnsitz nach Palmyra in Missouri. Politisch wurde er Mitglied der Mitte der 1830er Jahre gegründeten Whig Party. Zwischen 1840 und 1844 saß Anderson als Abgeordneter im Repräsentantenhaus von Missouri. In den Jahren 1844, 1848 und 1852 war er Wahlmann für seine Partei bei den jeweiligen Präsidentschaftswahlen. 1845 nahm er als Delegierter an einer Versammlung zur Überarbeitung der Staatsverfassung teil.
Nach der Auflösung der Whigs schloss sich Thomas Anderson in den 1850er Jahren zunächst der American Party an. Bei den Kongresswahlen des Jahres 1856 wurde er als deren Kandidat im zweiten Wahlbezirk von Missouri in das US-Repräsentantenhaus in Washington, D.C. gewählt, wo er am 4. März 1857 die Nachfolge von Gilchrist Porter antrat. Nach einer Wiederwahl konnte er bis zum 3. März 1861 zwei Legislaturperioden im Kongress absolvieren. Diese waren von den Ereignissen im Vorfeld des Bürgerkrieges geprägt. Bei seiner Wiederwahl im Jahr 1858 kandidierte Anderson aber nicht mehr für die American Party, sondern als unabhängiger Demokrat.
Im Jahr 1860 verzichtete Anderson auf eine weitere Kandidatur. Nach seinem Ausscheiden aus dem US-Repräsentantenhaus zog er sich aus der Politik zurück und praktizierte wieder als Anwalt. Thomas Anderson starb am 6. März 1885 in Palmyra, wo er auch beigesetzt wurde. Er war mit Russella Easton (1809–1840) verheiratet.